# Les Bidochon en vacances
 (janvier 2023).
Si vous disposez d'ouvrages ou d'articles de référence ou si vous connaissez des sites web de qualité traitant du thème abordé ici, merci de compléter l'article en donnant les références utiles à sa vérifiabilité et en les liant à la section « Notes et références ».
Pour les articles homonymes, voir En vacances.
Les Bidochon en vacances est le deuxième tome de la série Les Bidochon créée par Binet, paru en 1981.

## Synopsis
Robert et Raymonde partent en vacances dans un village-vacances à Loumel dans le Finistère.

## Commentaires
- L'album est séparé en plusieurs épisodes dont chacun est précédé d'une carte postale envoyée à des proches du couple. Les cartes postales sont exposées à la fin de l'album.
- Comme un véritable album de vacances, les photos prises par Robert pendant l'histoire se retrouvent « scotchées » au début et à la fin du livre.
- Erreur de continuité : au début, on voit une carte postale envoyée par Raymonde à sa mère, censée être morte depuis plus de dix ans.

## Couverture
Une vraie image de carte postale, où Robert et Raymonde, au détour d'une dune, arrivent sur la plage. Il porte les chaises pliantes et le parasol ; elle retient son chapeau pour éviter qu'il s'envole et sa robe se soulève laissant apparaître sa petite culotte.